# Monoplistes occidentalis
Monoplistes occidentalis är en skalbaggsart som beskrevs av Macleay 1888. Monoplistes occidentalis ingår i släktet Monoplistes och familjen bladhorningar. Inga underarter finns listade i Catalogue of Life.